# Halmens Hus
Halmens Hus är ett konsthantverkscenter och museum för halm invigt i Bengtsfors år 1995.
Halmens Hus är ett museum för halmkonst. Halmslöjd har i långa tider och framför allt sedan mitten av 1800-talet varit en specialitet och en extra överlevnadssyssla i Dalsland, som med tiden blev känt för sina halmhattar och annan halmslöjd, framför allt i råghalm eller så kallad svedjehalm.
Med tiden bildades i landskapet flera halmslöjdsföreningar och länge talades det om tanken att skapa ett halmmuseum. Under det tidiga 1990-talet blev så planerna konkretiserade och år 1995 invigdes så nybygget, ritat av arkitekt Boh Tivesten, på en naturskön höjd på Gammelgårdens område intill Friluftsmuseet i utkanten av Bengtsfors.
I museet finns en basutställning om halmslöjd och halmens användning genom historien världen över. Dessutom finns rum för tillfälliga utställningar, föreläsningar, kurser, konserter med mera, samt butik för hantverksförsäljning. Museet blickar både bakåt och framåt och verkar för utveckling av nya arbetsformer, design och användningsområden för framtida halmkonst. Halmens Hus drivs av dess intresseförening med offentliga bidrag.